# Juan Alberto Andreu Alvarado
Juan Alberto Andreu Alvarado, més conegut com a Melli, és un futbolista andalús. Va nàixer a Barbate el 6 de juny de 1984. Ocupa la posició de defensa.
Ha estat internacional amb les diferents seleccions inferiors espanyoles, tot guanyant l'Europeu sub-19, celebrat el 2002. El seu malnom prové de la paraula espanyola "mellizo" (bessó en català), ja que hi té un germà bessó, també futbolista.

## Trajectòria
Format al planter del Reial Betis, puja pels diferents equips fins a arribar al Betis B. El 2002 és cedit al Polideportivo Ejido, amb qui debuta a Segona Divisió; i eixe mateix any ho fa també a la màxima categoria amb el conjunt bètic.
Es consolidaria a la defensa verd-i-blanca a partir de la temporada 04/05. Eixe any hi guanyaria la Copa del Rei davant el CA Osasuna, sent titular a la final. Ha militat en primera divisió fins a l'estiu del 2009, quan el Betis perd la categoria.